# Pchacze typu Tur

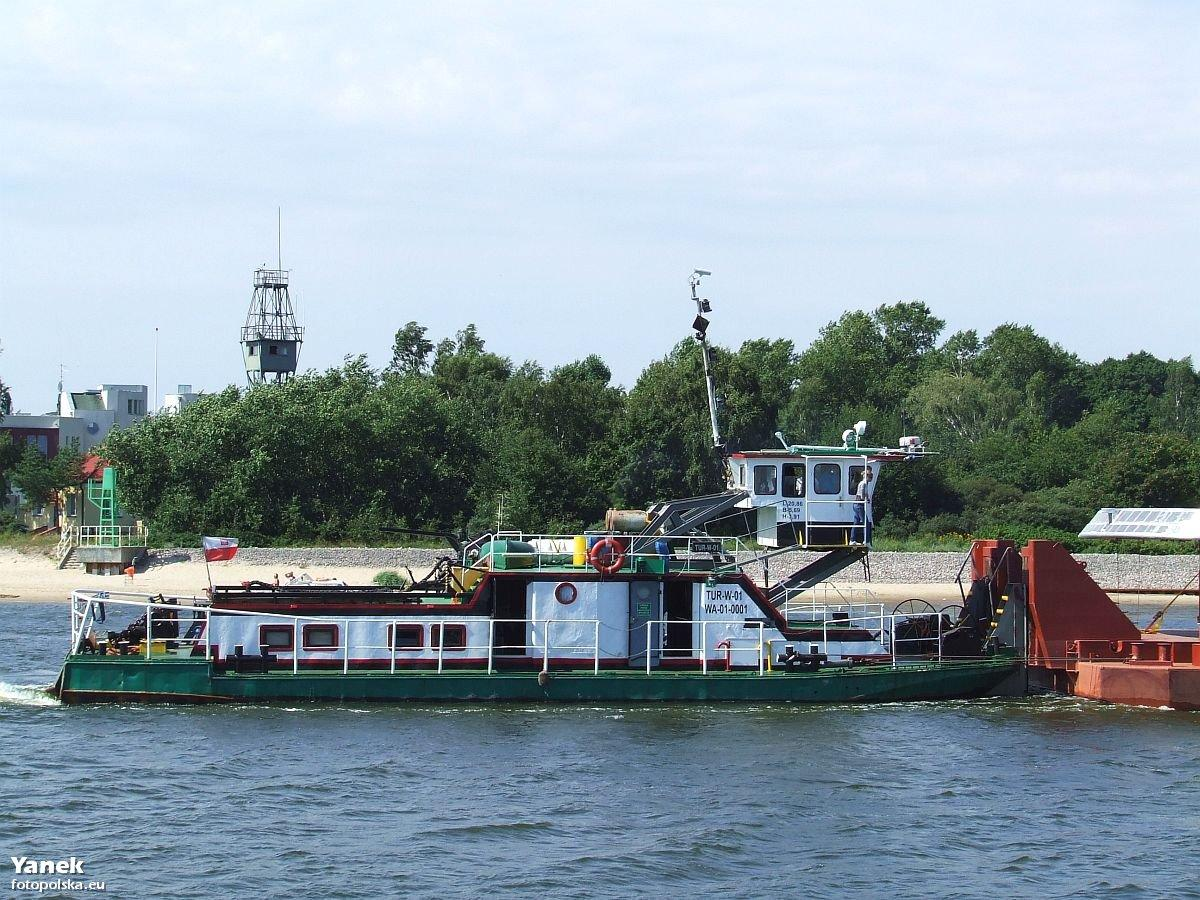
Pchacz Tur W-01

Tur – polski typ pchaczy, budowanych w latach 60. XX wieku.
Dane:
- długość:	20,74 m
- szerokość:	6,01 m
- zanurzenie:	0,94 m
- napęd:	2 silniki typu Delfin o mocy po 165 KM
- liczba osób:	7
- liczba koi:	7

Zobacz też: Bizon, Żubr